# ATP de Wellington
O ATP de Wellington ou BP National Championships foi um torneio profissional de tênis masculino disputado em quadra dura na cidade de Wellington, na Nova Zelândia. O evento foi organizado pela ATP, na categoria ATP World Series. Saiu para o lugar do ATP de Doha.

## Finais

### Simples
| Ano  | Campeão          | Vice-campeão     | Resultado               |
| ---- | ---------------- | ---------------- | ----------------------- |
| 1992 | Jeff Tarango     | Alexander Volkov | 6–1, 6–0, 6–3           |
| 1991 | Richard Fromberg | Lars Jonsson     | 6–1, 6–4, 6–4           |
| 1990 | Emilio Sánchez   | Richey Reneberg  | 6–7, 6–4, 4–6, 6–4, 6–1 |
| 1989 | Kelly Evernden   | Shuzo Matsuoka   | 7–5, 6–1, 6–4           |
| 1988 | Ramesh Krishnan  | Andrei Chesnokov | 6–7, 6–0, 6–4, 6–3      |

### Duplas
| Ano  | Campeões                       | Vice-campeões                  | Resultado     |
| ---- | ------------------------------ | ------------------------------ | ------------- |
| 1992 | Jared Palmer Jonathan Stark    | Michiel Schapers Daniel Vacek  | 6–3, 6–3      |
| 1991 | Luiz Mattar Nicolás Pereira    | John Letts Jaime Oncins        | 4–6, 7–6, 6–2 |
| 1990 | Kelly Evernden Nicolás Pereira | Sergio Casal Emilio Sánchez    | 6–4, 7–6      |
| 1989 | Peter Doohan Laurie Warder     | Rill Baxter Glenn Michibata    | 3–6, 6–2, 6–3 |
| 1988 | Dan Goldie Rick Leach          | Broderick Dyke Glenn Michibata | 6–2, 6–3      |